# Michel Bassompierre
Pour les articles homonymes, voir Bassompierre.
Michel Bassompierre, né à Paris le 22 mars 1948, est un sculpteur français.
Spécialisé dans l'art animalier, ses sujets de prédilection sont les ours, les gorilles, les chevaux, et les éléphants d'Asie. Élève de René Leleu à l'École des Beaux-Arts de Rouen, il a reçu de nombreux prix.

## Biographie
Ses parents étaient l'une, artiste, et l'autre, scientifique. Après l'École nationale supérieure des arts décoratifs de Paris, sa mère Marcelle, s'est orientée vers la gravure sur bois et a illustré des ouvrages de chirurgie, avant de devenir cartographe au service de géologie du CNRS. Son père, Pierre, était ingénieur hydrogéologue au BRGM.
Enfant, Michel Bassompierre a dessiné et modelé les animaux observés au zoo de Vincennes, à la ménagerie du Jardin des Plantes et dans la grande galerie de l'Évolution du Muséum national d'histoire naturelle,
À l'École des beaux-arts de Rouen, il apprend l'anatomie animale, sous la direction du professeur de sculpture René Leleu (1911-1984).
Depuis les années 1970, il vit près de Nantes (Loire-Atlantique).

## L'œuvre
Michel Bassompierre pratique la sculpture animalière depuis la fin des années 1970.
Il privilégie les animaux aux formes rondes. Il sculpte essentiellement des ours et des gorilles. Il a réalisé d'autres animaux pour des commandes publiques ou des collaborations : un tigre royal pour la cristallerie Baccarat ou un panda pour le ZooParc de Beauval.
Son œuvre sculptée compte plus de 200 modèles. L'artiste combine les méthodes classiques de sculpture et les nouvelles technologies. Ses œuvres sont réalisées en bronze, en marbre de Carrare, ou en résine. Ses sculptures sont achetées dans le monde entier.
Il est membre de la Society of Animal Artists et de la Fondation Taylor.

## Style

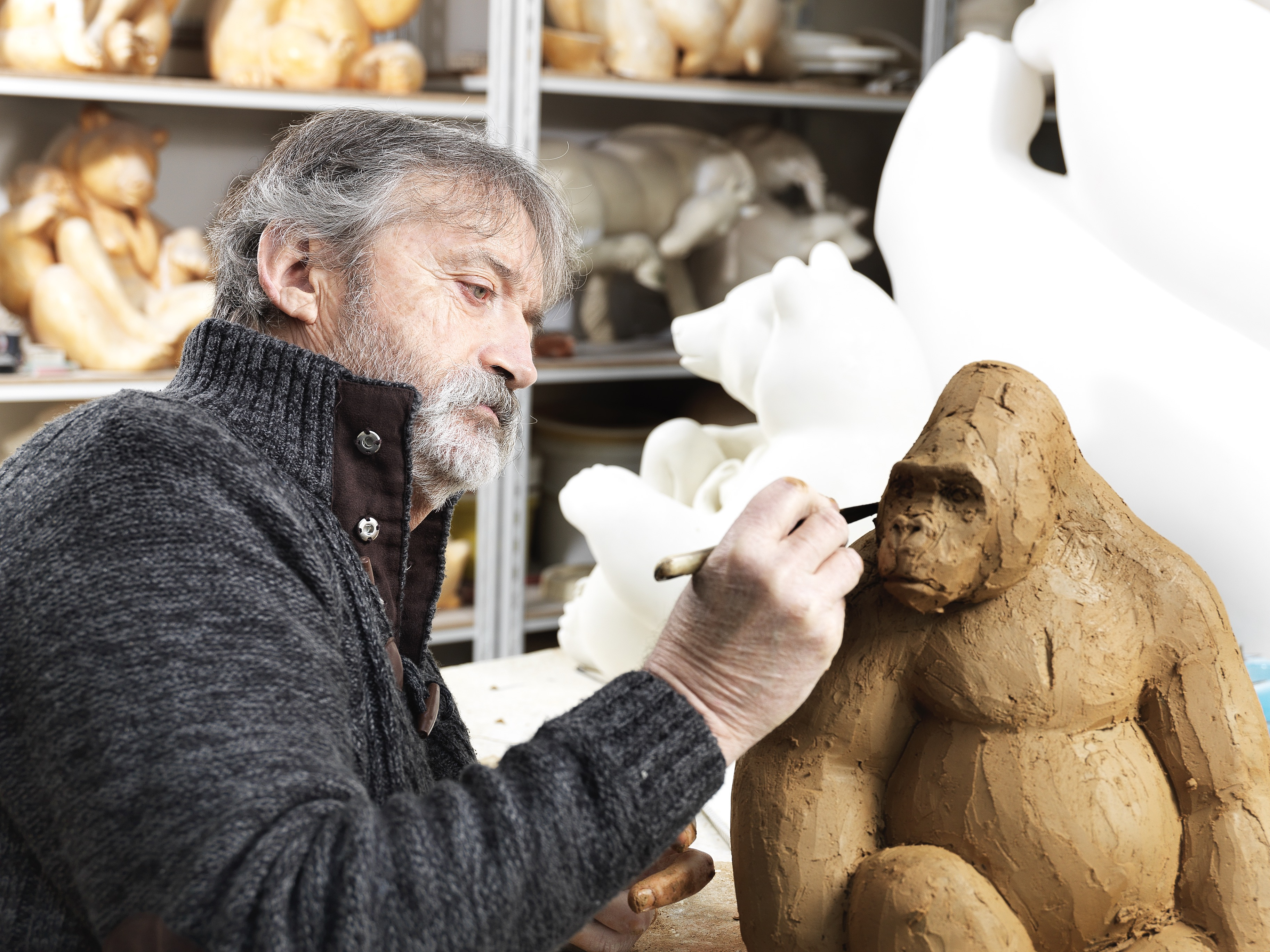
Michel Bassompierre modelant dans son atelier en 2020.

Au fil des ans, il a produit des milliers de croquis et des centaines de sculptures.
Grâce à son étude de l'anatomie des animaux, ses dessins sont pleins de maîtrise. Il a créé une œuvre forte, avec une approche particulière de la lumière, qui touche le spectateur.
Comme François Pompon, il veut montrer l'essentiel : une forme pure, des courbes délicates, une lumière enveloppante qui souligne la rondeur des masses. 
Anne-Catherine Loisier écrit de lui : « Michel [Bassompierre], par son sens de l'observation et l'humilité qui se dégage de ses œuvres, rejoint à beaucoup d'égards l'approche du Sédélocien : simplification qui ne retient que l'essentiel, le mouvement pour François Pompon, l'attitude qui révèle la force intérieure selon Bassompierre. À la différence des animaux de François Pompon, ceux de Bassompierre expriment une humeur, parfois même une joie de vivre, un espièglerie. C'est ce qui en fait des œuvres attachantes, aux résonances enfantines diront certains. Elles sont empreintes de quiétude, de douceur et de vigueur en même temps. La sculpture de Michel [Bassompierre] attire le regard et suscite l'émotion, pure, simple. La matière est noble, tout comme les sentiments qu'inspire l’œuvre. Pour toutes ces raisons, la sculpture de Michel [Bassompierre], c'est le choix du cœur. »

## Récompenses et distinctions
- 1985 : prix de la Fondation Johnson.
- 1987 : prix du conseil général de la Loire-Atlantique.
- 1987 : prix Fernand-Méry du Salon national des artistes animaliers[12].
- 1988 : médaille d'argent du Salon des artistes français.
- 1988 : prix de la Fondation Taylor au Salon national des artistes animaliers.
- 1989 : grand prix Édouard-Marcel Sandoz du Salon national des artistes animaliers[12].
- 1990 : grand prix Edouard-Marcel Sandoz du Salon des artistes français.
- 1998 : médaille d'or du Salon des artistes français.
- 2017 : prix François Pompon du musée François-Pompon à Saulieu[13].
- 2018 : The Evelyn and Peter Haller Memorial Award for sculpture[14] de la Society of Animal Artists[15].
- 2025 : Officier de l'ordre des Arts et des Lettres

## Expositions
- En 2015, Michel Bassompierre est l'invité d'honneur du musée François-Pompon à Saulieu, dans le cadre de l'exposition Ours bruns[16].
- Durant les étés 2018[17] et 2019[18],[19],[20],[21], 2022[22], 2023[23], 2024[24] et 2025, il expose des sculptures monumentales sur la terrasse du Grand Hôtel des Thermes de Saint-Malo[25],[26],[27].
- Au cours de l'été 2021, son ours monumental La Fratrie no 3b est installé place Sainte-Catherine à Honfleur[28], en parallèle à l'exposition De Honfleur au Grand Nord, un voyage climatique, où sont présentées deux autres œuvres.
- De mai à octobre 2021, l'exposition Fragiles Colosses[29], organisée par le Muséum national d'histoire naturelle, sous l'égide scientifique de la primatologue Sabrina Krief, professeure au Muséum, accueille cinq œuvres monumentales au jardin des plantes de Paris[30]. Cette exposition veut rappeler la fragilité du monde vivant. Les ours et les gorilles exposés sont les représentants emblématiques des espèces en danger de disparition. Leurs habitats, forêts et banquise, sont mis à mal par la pression du changement climatique et des humains. Avec l'extinction de ces « fragiles colosses », les milliers d'espèces végétales et animales de leurs écosystèmes sont aussi en péril[31].
- Pendant six mois, à partir d'octobre 2021, l'hôtel InterContinental de Marseille accueille quatre œuvres monumentales de l'artiste[32].
- Durant les hivers 2020-2021[33], puis 2021-2022[34],[35], il est à l'affiche de l'exposition L'Art au Sommet, co-organisée par l’office de tourisme de Courchevel 1850 et les Galeries Bartoux[36]. Six œuvres monumentales sont exposées au cœur de la station, au pied des pistes.

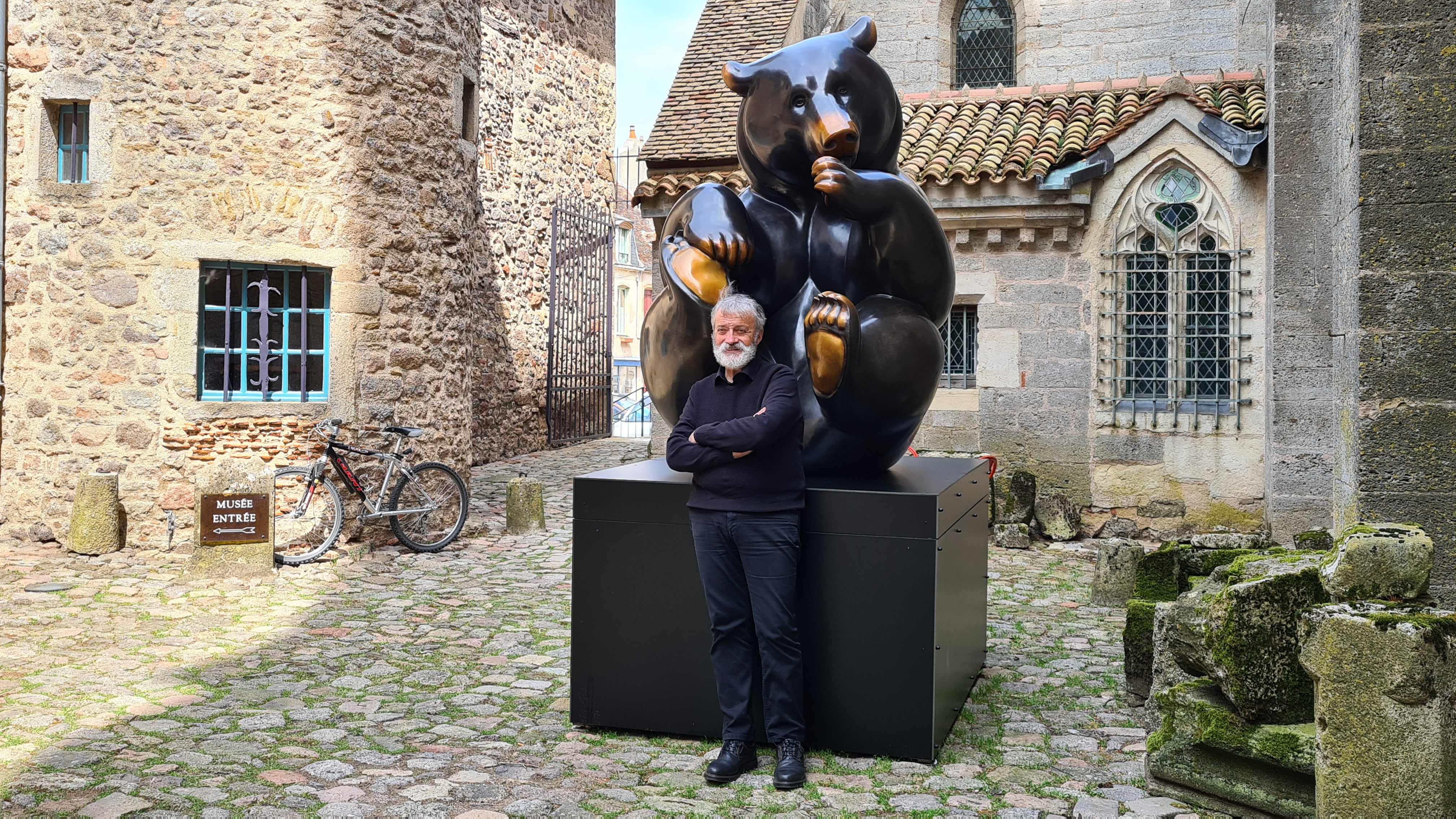
Exposition "Animal" de Michel Bassompierre au Musée François Pompon, en 2022

- Exposition "Animal" de Michel Bassompierre au Musée François Pompon, en 2022Pour célébrer le centenaire de l'Ours blanc de François Pompon, la ville de Saulieu et le Musée Pompon ont mis à l'honneur l'œuvre de Michel Bassompierre[37],[38],[39],[40]. De mai à fin septembre 2022, dans le cadre de l'exposition ANIMAL/Sous le regard des Grands Maîtres : Pompon - Bassompierre, des œuvres monumentales ont été exposées dans la ville, au Relais Bernard Loiseau[41],[42]. Une vingtaine de bronzes et de marbres, ainsi que des dessins originaux, ont été présentés dans le Musée[43],[44],[45].
- Du printemps à l'automne 2022, Saint-Paul-de-Vence a accueilli neuf  œuvres monumentales, au cœur du vieux village[46],[47].
- Fondettes a accueilli sur le Parvis de la Halle de la Morandière l'exposition Douceur Animale. Six ours monumentaux ont été exposés de septembre à novembre 2022[48]. Afin de choisir l'œuvre qui serait acquise à l'issue de l'exposition, la ville de Fondettes a organisé un vote participatif auprès de sa population[49]. Le Miel no 2 a obtenu plus de la moitié des suffrages et sera présenté dès 2024 dans la cour de l'Aubrière[50].

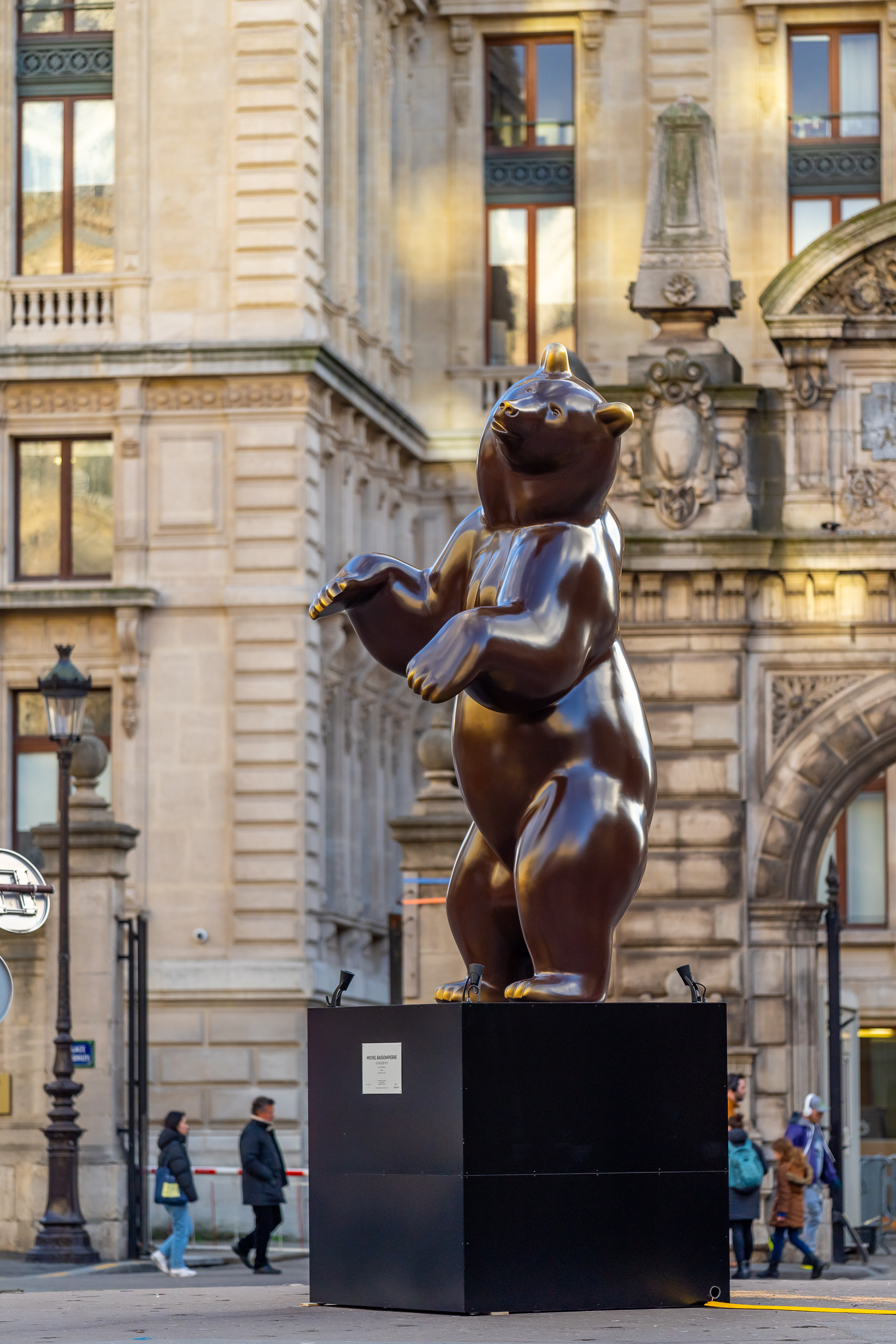
Le Mélèze no 2, plus grande œuvre réalisée par Michel Bassompierre, dévoilée lors de l'exposition "Fragiles Colosses", sur le Boulevard Haussman, en 2023.

- Le Mélèze no 2, plus grande œuvre réalisée par Michel Bassompierre, dévoilée lors de l'exposition "Fragiles Colosses", sur le Boulevard Haussman, en 2023. De début février à début mars 2023, Les Fragiles Colosses, dix œuvres monumentales d'ours et de gorilles, ont été présentés sur le Boulevard Haussman à Paris[51]. Parrainée par l'acteur et réalisateur Jacques Weber et la primatologue Sabrina Krief, cette exposition a été proposée par les Galeries Bartoux et le Comité Haussman[52]. À cette occasion, Le Mélèze no 2, la plus grande œuvre de Michel Bassompierre réalisée à ce jour, a été dévoilée.
- Durant le printemps et l'été 2023, les œuvres monumentales de Michel Bassompierre ont été exposées à Saint-Martin-de-Ré[53], Saint-Malo[54],[55], Saint-Tropez[56] et Baden-Baden[57] (Allemagne).
- À l'automne 2023, Michel Bassompierre est l'invité d'honneur de l'exposition L'animal en monument, à l'École vétérinaire d'Alfort[58]. Il y a organisé une conférence avec le militant écologiste Cyril Dion, au cours de laquelle il a réalisé une œuvre en direct.
- D'octobre à fin janvier 2024, Michel Bassompierre a exposé ses Fragiles Colosses à Bruxelles[59], à l'Hôtel Steigenberger Wilcher's. Le parrain de l'exposition, le créateur du Chat, Philippe Geluck, était à ses côtés pour une conférence au cours de laquelle Yann Arthus Bertrand a présenté son documentaire Vivant[60].
- Le Musée océanographique de Monaco accueille l'exposition Les Géants des Glaces[61] d'avril à octobre 2024. Pour l'occasion, Michel Bassompierre a fait entrer dans son arche un nouvel animal : le manchot empereur[62]. 4 des 6 ours exposés sur le toit du Musée ont été réalisés pour cette exposition, qui attire l'attention du visiteur sur la vulnérabilité des animaux vivant dans les pôles[63]. Inaugurée en présence du Prince Albert II de Monaco[64], cette exposition a été accompagnée d'une conférence avec la glaciologue Heïdi Sevestre, le spécialiste des ours Rémy Marion et l'aventurier Nicolas Dubreuil[65].
- De mai à octobre 2024, le Musée de l'atelier Rosa Bonheur accueille l'exposition Regards croisés sur l'animal[66], qui permet une plongée intime dans le processus de création des deux Maîtres. Plus d'un siècle les sépare : Rosa Bonheur et Michel Bassompierre sont liés par leur passion pour l'animal, qu'ils ont chacun représenté avec leur style[67]. Parrainée par l'acteur François Cluzet, l'exposition s'est tenue sous l'égide du WWF[68]. « J'ai découvert le travail de Michel Bassompierre au hasard de mes curiosités artistiques » dit François Cluzet[69] qui poursuit :

« Davantage amateur que connaisseur, je réagis simplement à l'émotion que me procure une œuvre. J'ai une passion pour les sculptures animalières et lorsque j'ai eu la chance d'assister en direct à la naissance d’un gorille des mains de maître de Bassompierre, j'ai eu un véritable coup de cœur. Autant pour l’œuvre, dans sa douceur, dans sa beauté, que pour l'artiste dans sa candeur poétique. Les animaux, je dirais les amis de Bassompierre, reflètent toute son humanité. Il connaît et apprivoise le monde sauvage et donne à nos animaux, vie, grâce et dignité. »

- De novembre 2024 à février 2025, l'exposition Élégance animale regroupe 17 de ses œuvres à Vertou. C'est la plus grande exposition de l'artiste à ce jour[70]. L'espace du Moulin Gautron accueille des sculptures en bronze, marbre et cristal, ainsi qu’une reconstitution de son atelier. L'exposition est  parrainée par François Cluzet et réalisée en partenariat avec le WWF[71],[72].

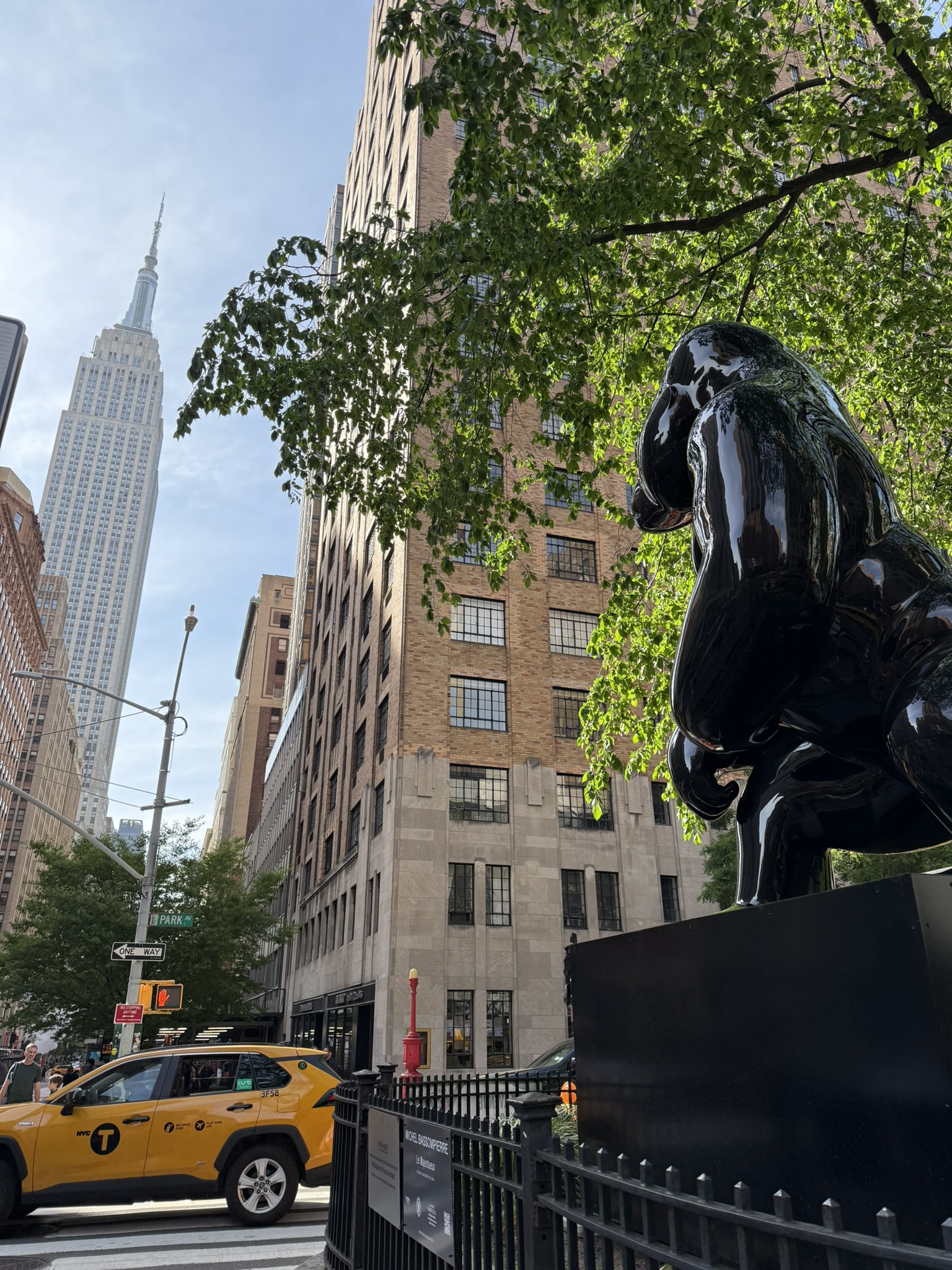
"Le Majestueux" de Michel BASSOMPIERRE, devant l'Empire State Building. "Fragile Giants", New York / Park Avenue / Mai 2025 - Mai 2026

- "Le Majestueux" de Michel BASSOMPIERRE, devant l'Empire State Building. "Fragile Giants", New York / Park Avenue / Mai 2025 - Mai 2026En mai 2025, Michel BASSOMPIERRE inaugure à New York son exposition Fragile Giants, présentée sur la célèbre Park Avenue, jusqu'en mai 2026. Pour l'occasion, il réalise son plus grand gorille à ce jour, Le Majestueux. Dressé sur ses pattes arrière, il regarde, du haut de ses 3 mètres, l'Empire State Building[73],[74].
- De mai à novembre 2025, il expose Douceur Animale à Caen la Mer. Dix sculptures monumentales sont exposées sur l'esplanade de l'Hôtel de Ville de Caen et sur la Promenade de la Paix, à Ouistreham[75].

## Galeries
En 2023, Michel Bassompierre expose de manière permanente dans les villes de Paris,, New York, Miami, Londres, Venise, Baden-Baden, Genève, Bruxelles, Valence, Knokke-le-Zoute, Courchevel, Chamonix, Megève, Honfleur, Cannes, Saint-Tropez, Monaco, Saint-Paul-de-Vence, Dinard, Arcachon, Saint-Martin-de-Ré, Toulouse, Lyon, Nancy et Toulon.

## Collections publiques

### Belgique
Andenne : le 15 octobre 2021, Claude Eerdekens, bourgmestre de la Ville, et Michel Bassompierre, ont inauguré Les Saumons no 1, un bronze monumental de 2 mètres de long installé sur la Promenade des Ours, animal emblème de la ville. Le 29 avril 2022, un deuxième ours monumental de 2 m de hauteur, Le Miel no 3 a également été inauguré sur cette avenue,,.

### France
- Aix-les-Bains : en septembre 2020, a été inaugurée La Dent du Chat, sur la place de la mairie : une sculpture en bronze de 1,2 mètre de hauteur. Elle tire son nom de la montagne éponyme, qui surplombe la cité thermale.
- Angers : L'Ours, sculpture monumentale en béton, exposée rue Jean Rostand[108].
- Carquefou : le 18 septembre 1999, la ville a inauguré les fontaines de la place Aristide Briand, où sont exposés neuf crapauds en bronze de Michel Bassompierre[109].
- Clisson : lors d'une résidence d'artiste durant l'été 1998, Michel Bassompierre a réalisé une œuvre unique dans son œuvre : une colonne monumentale en argile, composée de plusieurs animaux[110].
- Nantes : deux ours monumentaux en béton ornent l'école maternelle de la Côte d'Or depuis 1985.
- Pornichet : depuis 1989, un dauphin en bronze de 3,2 mètres de haut est placé au cœur du quartier le plus animé de la ville. Le 21 décembre 2018[111], il est restauré et remis en place. Initialement présenté au centre d'un rond-point sous forme de fontaine, il est désormais placé sur le trottoir à la suite d'un réaménagement du quartier. « Cette sculpture, emblème de la ville, est devenue un lieu de repère et une véritable fierté pour les Pornichétins. », explique le maire, Jean-Claude Pelleteur[112].
- Rezé : Michel Bassompierre a réalisé un portrait de Jean Moulin, en bas-relief, installé sur une stèle en hommage à l'homme et aux résistants rezéens[113], dans un square à Pont-Rousseau[114].
- Saulieu, musée François-Pompon : en 2015, Michel Bassompierre a fait don au musée de son œuvre intitulée Les Saumons no 1. En 2022, il a fait don d'une maquette originale en argile, Le Miel, réalisée en direct lors de l'inauguration de l'exposition ANIMAL / Sous le regard des Grands Maîtres : Pompon - Bassompierre.

## Acquisitions
- En 2022, le Zoo de la Boissière du Doré a fait l'acquisition d'une sculpture monumentale de 2 mètres de haut, Le Miel no 2, pour son nouvel espace de la Vallée des Ours[115],[116].

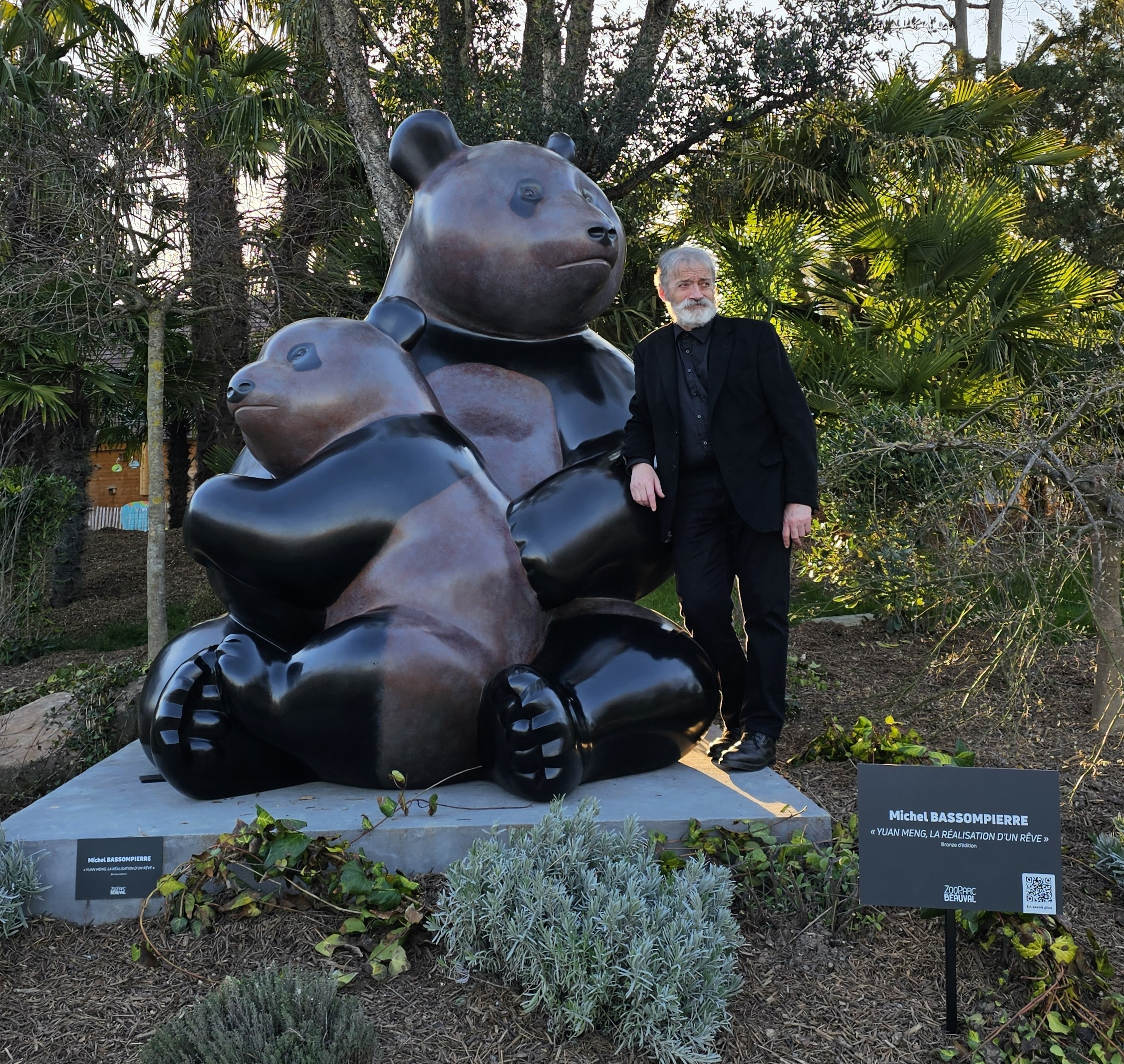
Œuvre magistrale en bronze du sculpteur animalier Michel Bassompierre, représentant Yuan Meng, premier panda né en France. Inaugurée le 22 mars, elle est exposée à l'entrée principale du ZooParc de Beauval.

- Œuvre magistrale en bronze du sculpteur animalier Michel Bassompierre, représentant Yuan Meng, premier panda né en France. Inaugurée le 22 mars, elle est exposée à l'entrée principale du ZooParc de Beauval[117].Le 22 mars 2024, le Zooparc de Beauval a inauguré l’œuvre magistrale Yuan Meng, la réalisation d'un rêve. Ce bronze de 2,5 m de hauteur représente Yuan Meng, le premier bébé panda né en France, et sa mère, Huan Huan[118],[119],[120].

## Collaborations
Pour célébrer l'année du Tigre en 2022, la manufacture Baccarat a proposé à Michel Bassompierre de réaliser un tigre royal en cristal. Cette œuvre, achevée en septembre 2021, est tirée en édition limitée à 50 exemplaires.

## Publications
Pour marquer les 50 ans de carrière de Michel Bassompierre, les éditions Albin Michel publient une première monographie consacrée à l'artiste dans leur collection « Beaux-Livres » en mai 2021, retraçant la carrière de l'artiste. Elle dévoile les différentes étapes de son travail et présente une partie de son œuvre, au travers d'une sélection d'archives, croquis, photographies et textes.
Cet ouvrage compte plusieurs contributions. La primatologue Sabrina Krief y écrit : 

« Les gorilles de Michel [Bassompierre], mâles imposants, aux formes pleines, ne portent pas la trace de la main de l'homme. Le sculpteur offre à nos regards des corps polis, lisses, sans artifice. L'artiste a effacé toute empreinte de ses doigts sous lesquels les courbes douces sont nées. Ne subsistent que les postures et les regards, les propositions et les émotions, si justes. Sans trace d'humains… C'est sûrement pour cela que les animaux de Michel Bassompierre sont si paisibles et souvent joyeux. Dans cet univers, sans fadeur ni mollesse, l'homme s'éclipse, sensible et humble pour laisser place à l'animal et à son élégance. Si l'harmonie de l'atelier de Michel [Bassompierre] irradiait jusqu'aux forêts d'Afrique, quel soulagement nous aurions à voir dans le regard des grands singes la même quiétude. »

Thierry Dobé, galeriste à Dinard y explique : 

« J'ai coutume de dire que les ours de Bassompierre sont de gros doudous pour adultes, ils sont tellement proches de l'univers de l'enfance qu'ils nous replongent dans le confort propre à nos jeunes années. Ce ressenti si positif ne serait pas si intense si la qualité du modelage n'était pas au rendez-vous. Certains de ses professeurs des Beaux-Arts avaient coutume de répéter qu'il y avait trois choses importantes dans leur enseignement : le dessin, le dessin et le dessin. Michel Bassompierre est un grand dessinateur et c'est un grand sculpteur, pour preuves, la qualité des formes, l'élégance du trait, le respect des fameuses proportions. Mais l'artiste se doit d'être créateur, ce qui permettra d’affirmer dès le premier regard : c'est un Bassompierre. C'est un cheval, c’est un gorille, c'est un ours, oui et non. C'est plutôt l'idée que l'on a du cheval, du gorille ou de l'ours, loin de l'hyperréalisme et si proche de nous. C'est un Bassompierre ! »